# Pseudoxenos foraminati
Pseudoxenos foraminati är en insektsart som beskrevs av Pierce 1911. Pseudoxenos foraminati ingår i släktet Pseudoxenos och familjen stekelvridvingar. Inga underarter finns listade i Catalogue of Life.